# Michael Mooney
Michael Mooney   (Nova York, 14 de maig de 1930 - Washington DC, 18 de novembre de 1985)

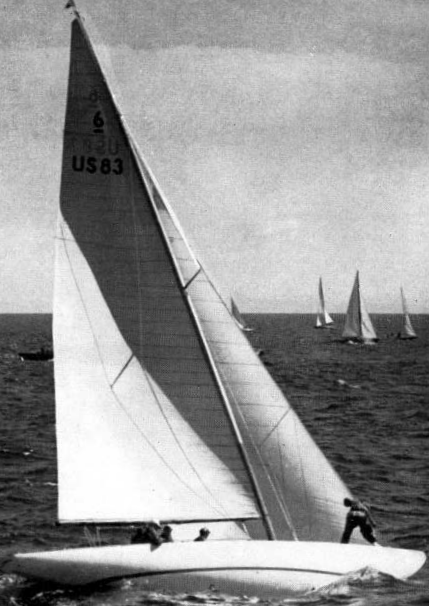
Imatge de la competició als Jocs Olímpics de 1948, on guanyà la medalla d'or.

va ser un regatista estatunidenc que va guanyar una medalla olímpica.
El 1948 va prendre part en els Jocs Olímpics d'Estiu de Londres, on a bord del Llanoria i en companyia de Herman Whiton, Alfred Loomis, James Weekes i James Smith, guanyà la medalla d'or en la prova dels 6 metres.
Posteriorment es va graduar a la Universitat de Princeton i destacà com a novel·lista. La seva obra més coneguda fou The Hindenburg, que el 1972 fou traslladada al cinema per Robert Wise, en un film protagonitzat per George C. Scott i Anne Bancroft.